# Hiuči (sopka)
Hiuči (japonsky 燧ヶ岳, Hiuči) je název v současnosti neaktivního stratovulkánu, nacházejícího se na japonském ostrově Honšú, na břehu jezera Ozenuma. Sopka má dvě centra aktivní v nedávné minulosti. Jižní centrum Akanagure je původcem viskózních lávových proudů na jižních a západních svazích starých přibližně 3500 let. Severní centrum Mi-ike bylo aktivní naposledy v roce 1544 (dle dobových záznamů), což koresponduje se stářím uložených tefrových vrstev.